# El Zarco
El Zarco es una novela del escritor, periodista y maestro mexicano Ignacio Manuel Altamirano, considerada la más sobresaliente de su producción narrativa. Fue escrita entre 1884 a 1886 y publicada en 1900, ocho años después de la muerte de su autor. La novela —ambientada en Yautepec, Estado de Morelos  en aquel entonces, — describe principalmente el romance y las aventuras del personaje que da su nombre a la obra y que lidera un grupo de bandidos denominados Los Plateados.

## Contexto histórico y antecedentes
El libro fue ambientado hacia el final de la Guerra de Reforma, de 1861 a 1862. En la narración, Altamirano menciona críticamente a Benito Juárez —con quien el autor había roto relaciones— en referencia a la práctica común durante la guerra de reclutar grupos de bandidos para luchar entre las filas del juarismo, estos soldados eran dados de baja cuando ya no eran necesarios y muchos de ellos volvían a sus actividades delictivas. Según María Eugenia Mudrovcic: «En bancarrota, el estado juarista solo podía ofrecer a las tropas licenciadas el derecho al pillaje como forma de pago».
Altamirano inició la obra en 1886 y la concluyó en abril de 1888. Vendió el manuscrito original a Santiago Ballesca, editor español que la publicó en Barcelona en 1901. Aparentemente, el manuscrito recibió las últimas correcciones de algún empleado de la editorial y la versión final quedó con bastantes imprecisiones y terminología que no era propia del lenguaje popular mexicano. La novela consta de veinticinco capítulos, el prólogo de la primera edición estuvo a cargo de Francisco Sosa y Antonio Utrillo realizó las ilustraciones.

## Argumento
La historia transcurre entre los años 1861-1862, se desarrolla en Yautepec, Estado de Morelos, donde se ubicaban las haciendas de Cocoyoc, Atlihuayán y San Carlos, todas ellas dedicadas al cultivo de la caña de azúcar. La población de la zona era asolada por las bandas de forajidos que habitaban la región. Manuela vive con su madre viuda y es cortejada por Nicolás, a quien desprecia por su aspecto indígena. Es amante del Zarco, comandante de un grupo de bandidos con el que finalmente huye. Cuando Manuela llega a vivir a Xochimancas, lugar donde se refugiaban los bandidos, se enfrenta al ambiente degradante que rodea a su amado y al mismo tiempo descubre otras facetas de él, por lo que se arrepiente de haber huido. Cuando el Zarco se entera de la situación y comprende que Manuela está interesada en Nicolás, la trata con rudeza y decide asesinar a Nicolás.
Mientras tanto, doña Antonia, madre de Manuela y madrina de Pilar, acongojada por la fuga de su hija, se enferma y muere. Antes de morir, doña Antonia pide ayuda a Nicolás y a las autoridades para rescatar a Manuela. En lugar de responder a la petición de auxilio, las autoridades apresan a Nicolás y es en la cárcel donde este se entera de los sentimientos de Pilar, que está dispuesta a ofrecer su vida a cambio de la de él. Una vez libre y después de sepultar a doña Antonia, Pilar y Nicolás se casan. El mismo día de la boda, el Zarco es capturado por Martín Sánchez Chagollán y sus hombres, quienes lo matan y luego lo cuelgan de un árbol. Manuela enloquece y muere al pie del árbol donde está colgado el Zarco.

## Personajes
- El Zarco: Exempleado de una hacienda de la región, hombre de carácter cruel y sin sentimientos.[5] Es descrito como joven, de buena figura, blanco, rubio, con ojos azules y aspecto agresivo.[6] Es comandante de la banda de forajidos denominada Los Plateados y amante de Manuela.[7]

- Manuela: Joven descrita como bella y blanca de apariencia desdeñosa.[8] Desprecia a Nicolás por su aspecto y humildad, se enamora del Zarco y huye con él, aunque al enfrentarse a la realidad del ambiente degradante en que vive su amado se arrepiente.[7]

- Nicolás: Hombre honrado de origen indígena, herrero de profesión y empleado de la hacienda de Atlihuayán.[9] Está enamorado de Manuela y tras ser despreciado por ella comienza a cortejar a Pilar. Cuando más adelante Manuela se arrepiente y muestra interés en Nicolás, el Zarco planea asesinarlo.[10]

- Pilar: Joven descrita como buena, hermosa y morena.[11] Ahijada de la madre de Manuela, es huérfana y vive con sus tíos.[12] Hacia el final de la novela se casa con Nicolás.

- Martín Sánchez Chagollán: Ranchero de la región.[5] Hombre maduro y bueno de origen mestizo,[13] se dedica a perseguir a los bandidos y según Dabove y Hallstead resulta una figura precursora de lo que más adelante sería la policía rural.[7] Para Mudrovcic, Sánchez Chagollán resulta «el héroe incuestionable de El Zarco».[13]

- Doña Antonia: Mamá de Manuela y madrina de Pilar. Tras la huida de su hija se enferma y muere.[4]

- El Tigre: Compañero de tropelías del Zarco, lo entrega a las autoridades con la intención de quedarse con Manuela.[14]